# Antheua delicata
Antheua delicata är en fjärilsart som beskrevs av Bethune-Baker 1911. Antheua delicata ingår i släktet Antheua och familjen tandspinnare. Inga underarter finns listade i Catalogue of Life.